# ودونية
فودو (
نطق فرنسي: [vodu]

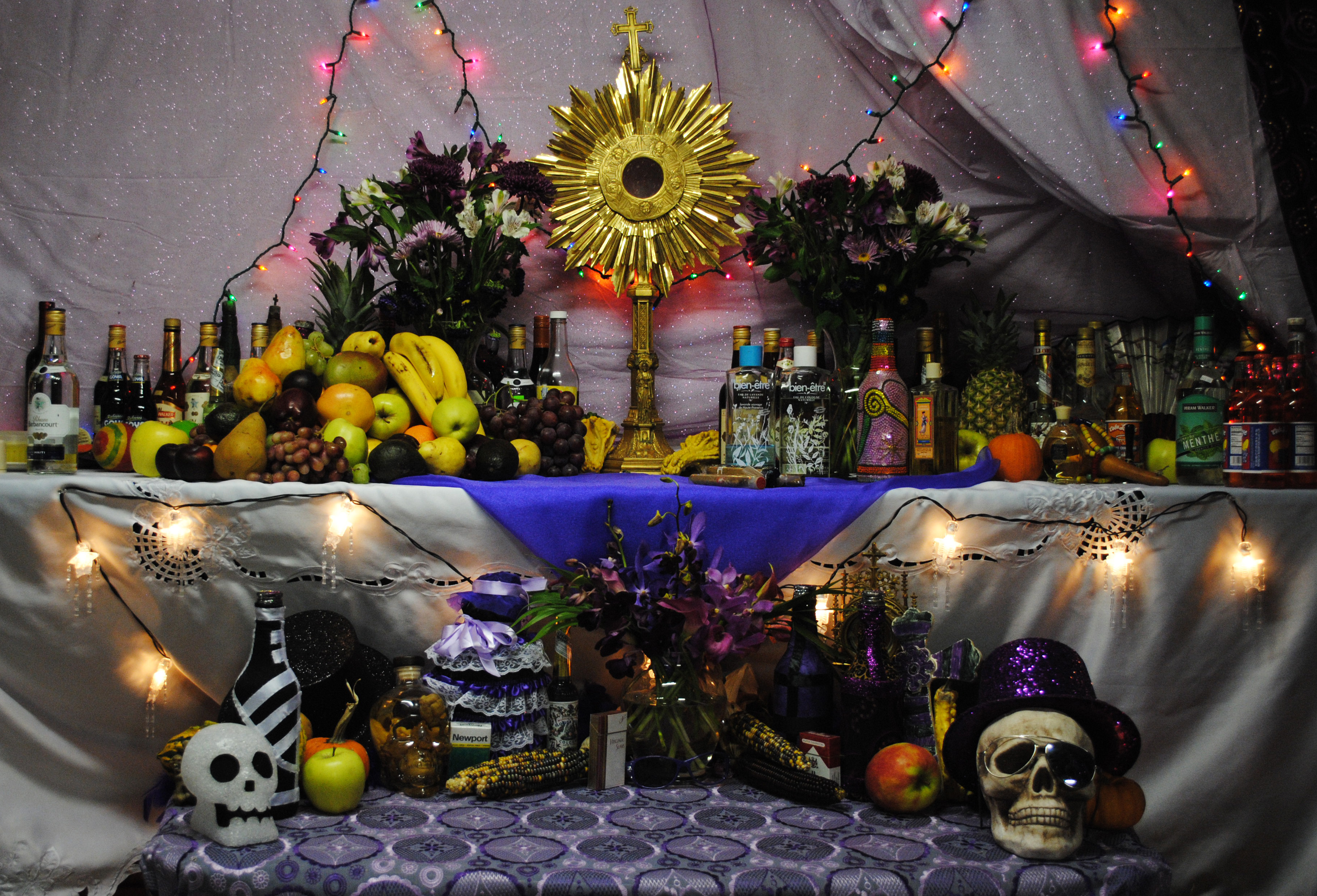
مذبح فودو أثناء الاحتفال بـالبابا جوده (Papa Guédé) في بوسطن. كان يحتوي هذا المذبح على قربان لثلاث دول (دول) اللوائية: (loa) في أعلى اليمين وهي قرابين لأرواح رادا (Rada) وفي أعلى اليسار قرابين لأسرة يبتو (Petwo) أما عن التي في الأسفل فهي لـجودة.

، وتكتب أيضًا Voodoo (/ˈvuːduː/); Vodun، أو Vodoun (/ˈvoʊduːn/)، وغيرها) هو دين توفيقي يُمارس بصورة رئيسية في هايتي ومهجر هايتي. ويطلق على ممارسيها «الفودويون» (بـالفرنسية: vodouisants 
[voduisɑ̃]
) أو «خادمي الأرواح» (بـاللغة الكربولية الهايتية: sèvitè).
يؤمن الفوديون بإله خالق بعيد ومجهول، وهو بونديه (Bondyè) ونظرًا لأن بونديه لا يشفع في أمور البشر، فقد وجه الفوديون عبادتهم تجاه الأرواح الخاضعة لبونديه، وتسمى اللوائية. تكون كل لوائية مسئولة عن جانب معين من الحياة، وتتمتع كل لوائية بمميزات شخصية ديناميكية ومتغيرة تعكس العديد من الاحتمالات الكامنة في جوانب الحياة التي يوجهونها. من أجل مزاولة النشاط اليومي، يؤسس الفوديون علاقات شخصية مع اللوائية من خلال تقديم القرابين وعمل الذبائح الشخصية والأهداف التعبدية والمشاركة في الاحتفالات المعقدة من الموسيقى والرقص وامتلاك الروح.
نشأت الفودو عن مستعمرة العبيد الفرنسية التي تسمى بـالقديس دومنيك (Saint-Domingue) في القرن الثامن عشر، عندما تم قمع الممارسات الدينية الإفريقية بفعالية، وتم إجبار الأفارقة على اعتناق المسيحية. تعود الممارسات الدينية للفودو المعاصرة إلى فودو غرب أفريقيا وترتبط بها ارتباطًا وثيقًا، ومارسها فون (Fon) وإيوي (Ewe). تشترك فودو أيضًا في بعض العناصر والرموز المنتسبة للشعوب الإفريقية الأخرى، من بينهم يوروبا (Yorùbá) وباكونجو (Bakongo)؛ بجانب معتقدات ديانات تاهينو (Taíno) والقيم الروحية الأوروبية، بما في ذلك، المسيحية الكاثوليكية الرومانية والغموضية والماسونية الأوروبية والتأثيرات الأخرى.

## معرض صور

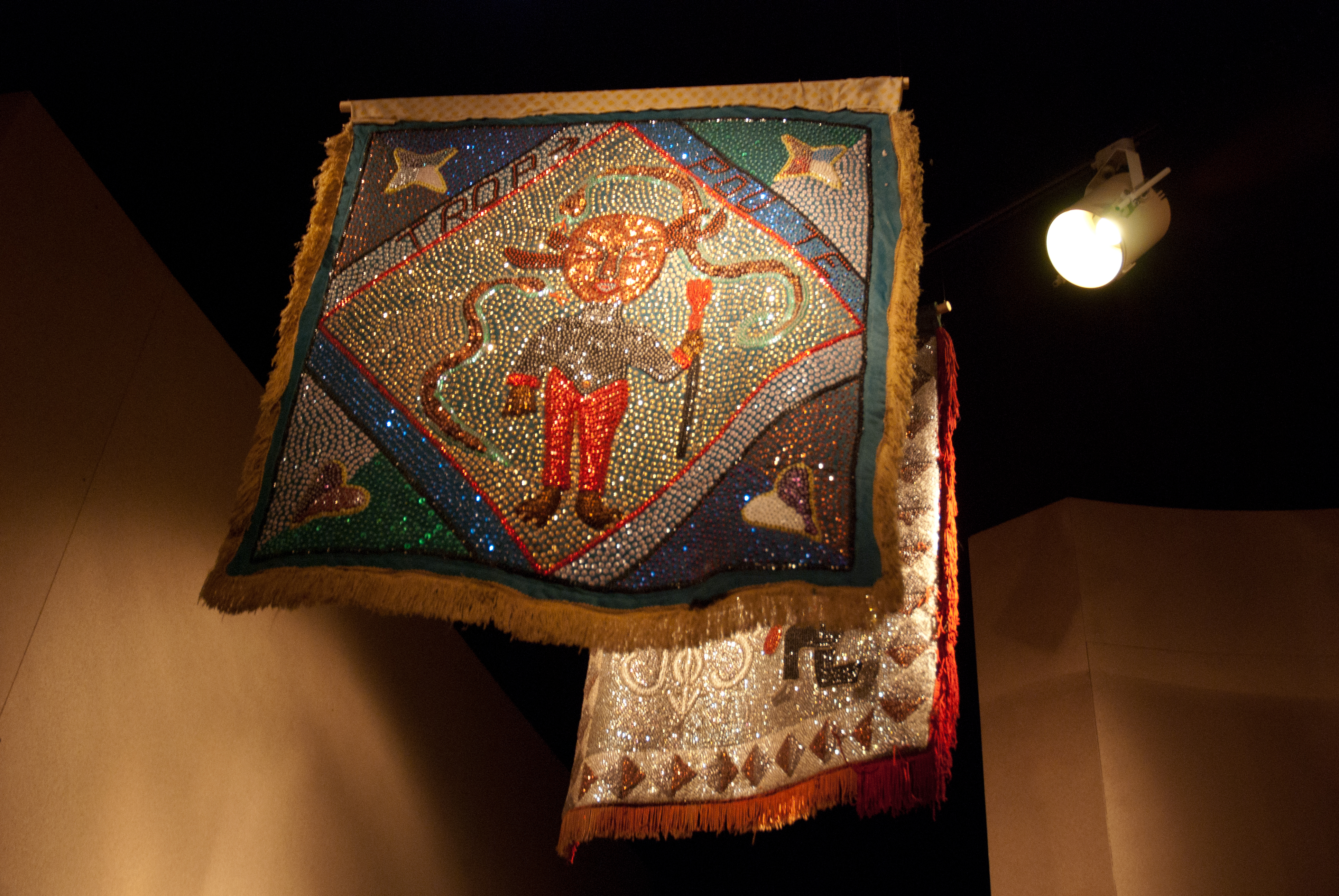
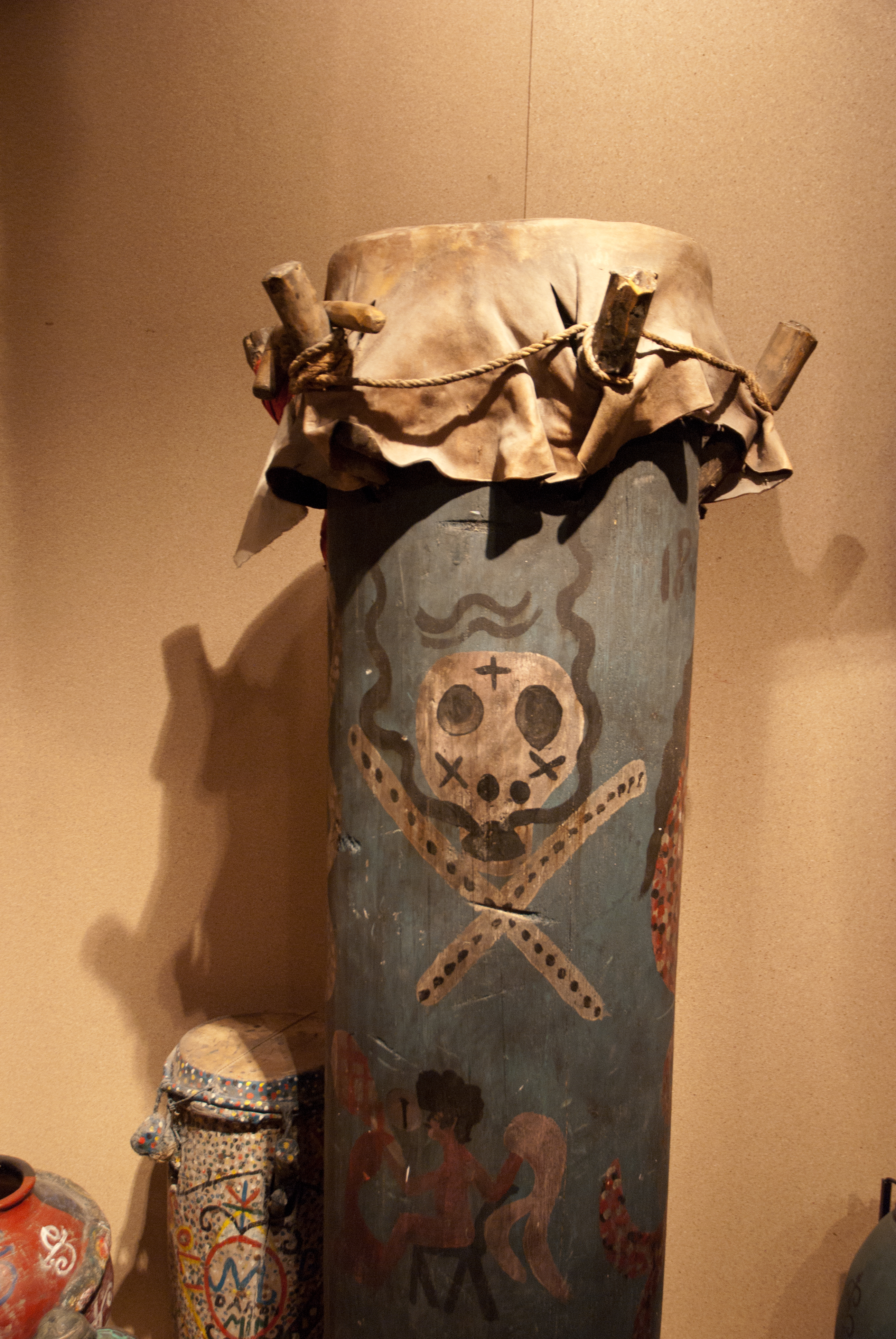
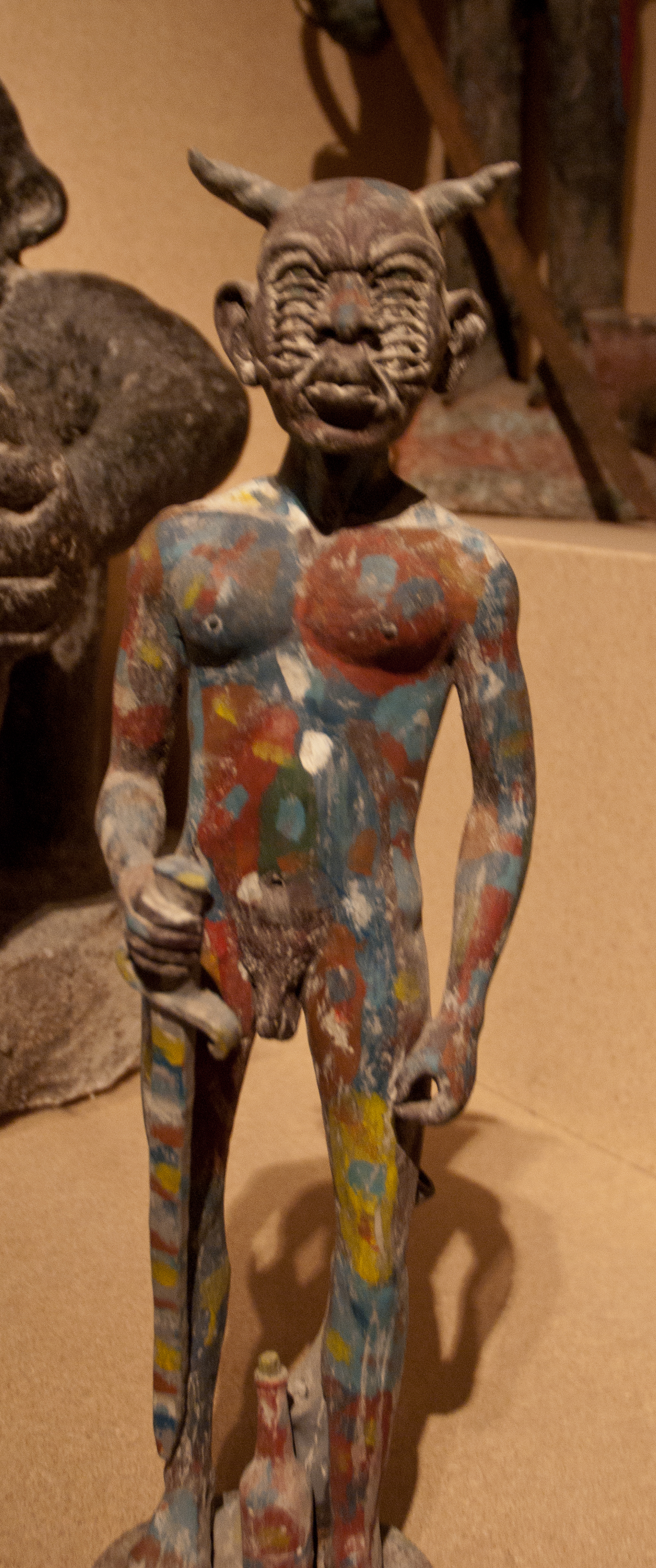
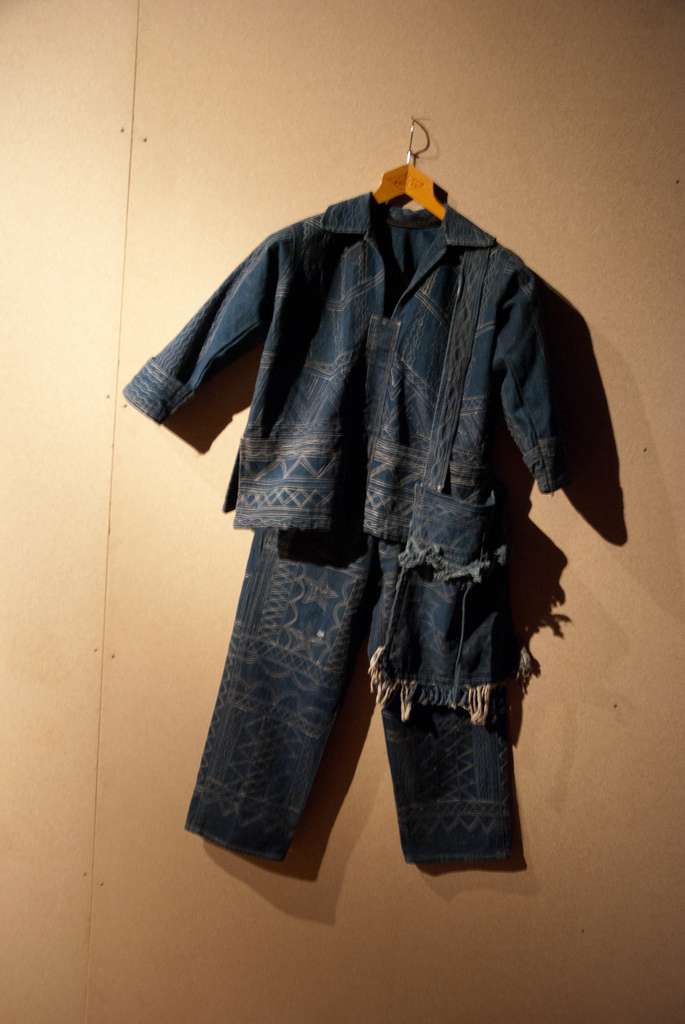
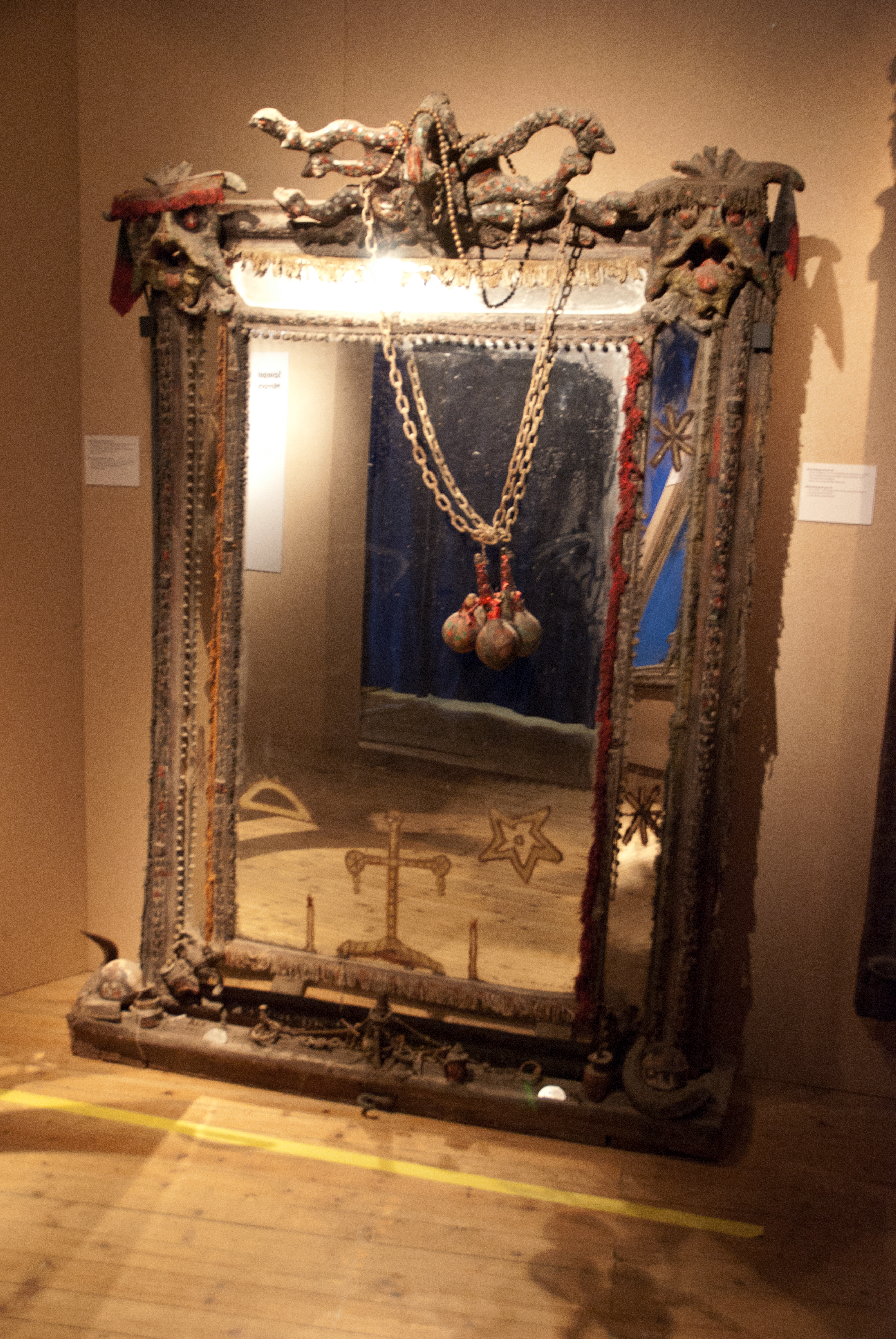

## الحواشي
1. ↑  Cosentino 1995a، صفحة xiii-xiv.
2. ↑  Brown 1991.
3. ↑  Fandrich 2007، صفحة 775.
4. 1 2  Courlander 1988، صفحة 88.
5. ↑  Thompson 1983، صفحة 163-191.
6. ↑  Cosentino 1995a، صفحة xiv.
7. ↑  Stevens-Arroyo 2002، صفحة 37-58.
8. ↑  Cosentino 1995b، صفحة 25.
9. ↑  Gordon 2000، صفحة 48.
10. ↑  Brown 1991، صفحة 6.
11. ↑  Brown 1991، صفحة 4-7.
12. ↑  Gordon 2000، صفحة 10.
13. ↑  Desmangles 1990، صفحة 475.
14. ↑  Cosentino 1995b، صفحة 25-55.